# میهائلا میتراکه
میهائلا میتراکه (انگلیسی: Mihaela Mitrache; ۸ ژوئیهٔ ۱۹۵۵ – ۱۸ فوریهٔ ۲۰۰۸) هنرپیشه، و بازیگر سینما اهل رومانی بود.